# Louis Benoît Van Houtte

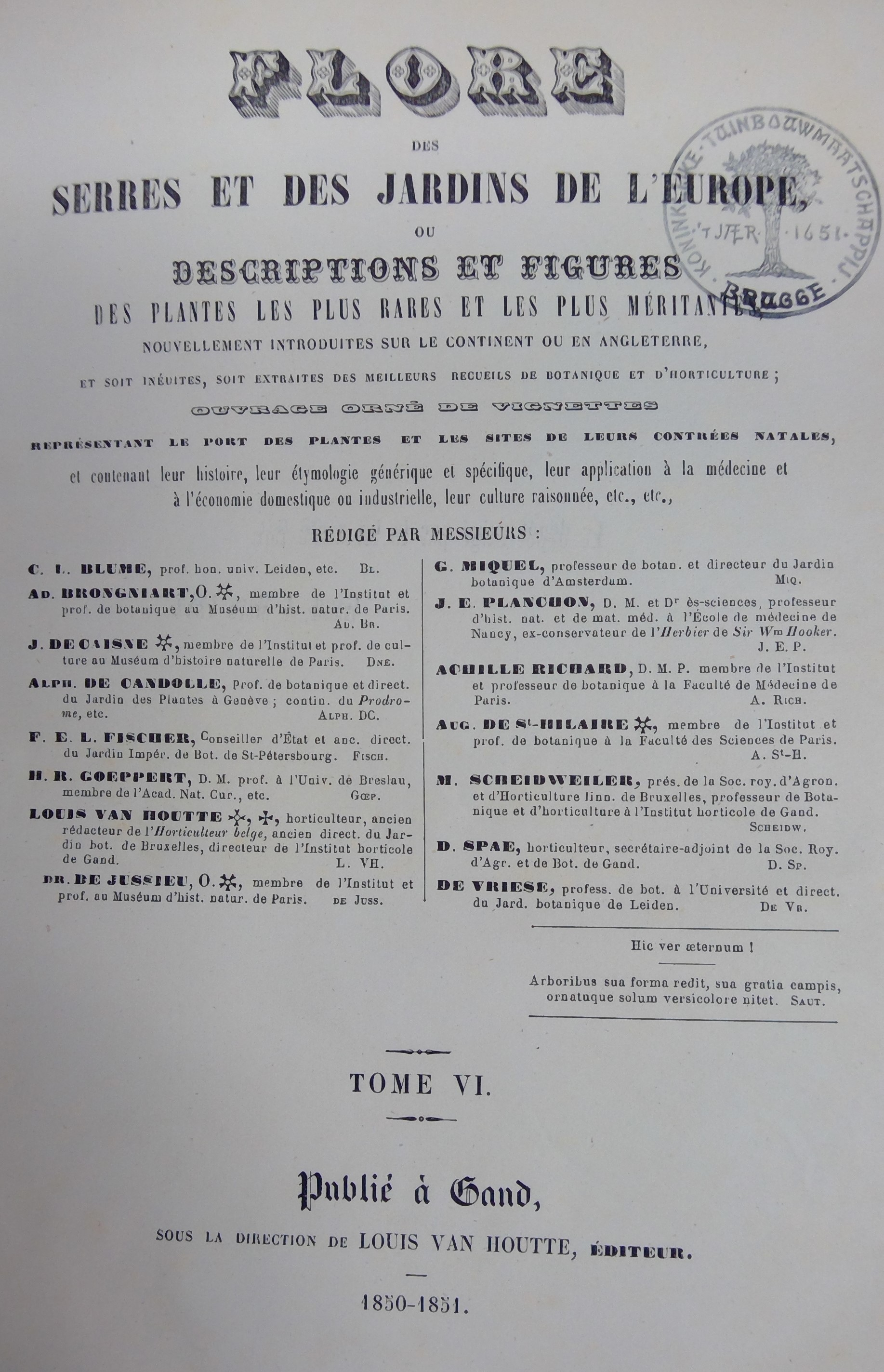
Titelpagina van de Flore des Serres uit 1850-1851.

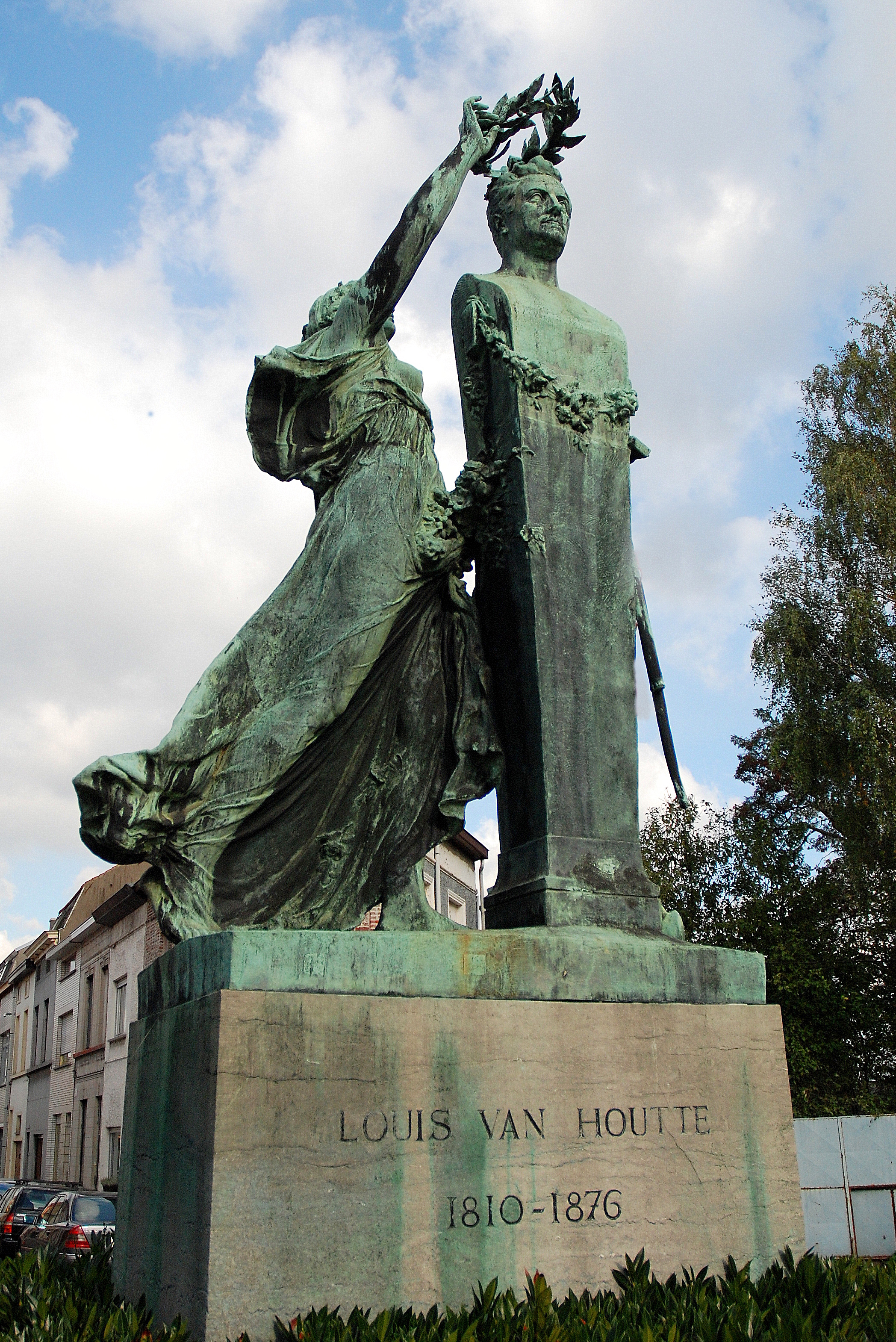
Standbeeld van Louis Van Houtte door Paul De Vigne

Louis Benoit Van Houtte (Ieper, 29 juni 1810 - Gentbrugge, 9 mei 1876) was een Belgisch tuinbouwkundige, botanicus en directeur van de Nationale Plantentuin van België van 1836 tot 1838 en burgemeester van Gentbrugge vanaf 1854 tot zijn dood.
In 1830 vocht Louis Van Houtte mee aan de zijde van de Belgische revolutionairen in Brussel waar hij Charles Rogier leerde kennen.
Na een expeditie in Brazilië vestigde hij zich in 1839 te Gentbrugge en stichtte er de École d'Horticulture en het tuinbouwkundig tijdschrift Flore des serres et des Jardins de l'Europe. Flore des serres was een uitgebreid werk met meer dan 2000 gekleurde platen. Het bestond uit 23 delen en werd uitgegeven tussen 1845 en 1883.
Hij was een tijdje redacteur van het tijdschrift Horticulture Belge en had een succesvolle bloemisterij samen met Adolf Papeleu op een terrein naast de oude kerk in het centrum van Gentbrugge dat anno 2009 wordt ingenomen door het kerkhof van de HH. Simon en Judas-Thaddeuskerk. Het complex was 14 hectare groot met 50 kassen.
Rond 1845 begon hij plantenverzamelaars uit te zenden naar Zuid- en Centraal-Amerika. Ze brachten orchideeën en andere exotische planten mee. Het eerste exemplaar van Victoria amazonica (reuzewaterlelie) die op het continent werd gecultiveerd groeide in een speciaal gebouwde serre bij Van Houtte. Eduard Ortgies creëerde de eerste waterlelie hybride, Nymphaea 'Ortgiesiano-rubra', in de bloemisterij van Louis Van Houtte, wiens bloemisterij rond 1870 de meest succesvolle van België was. Hij stichtte een tuinbouwschool in 1849 die anno 1937 in Melle is gevestigd. 

Hij heeft een standbeeld in Gentbrugge in de straat die naar hem is genoemd en ligt er begraven. Na zijn overlijden zette zijn zoon de activiteiten verder.

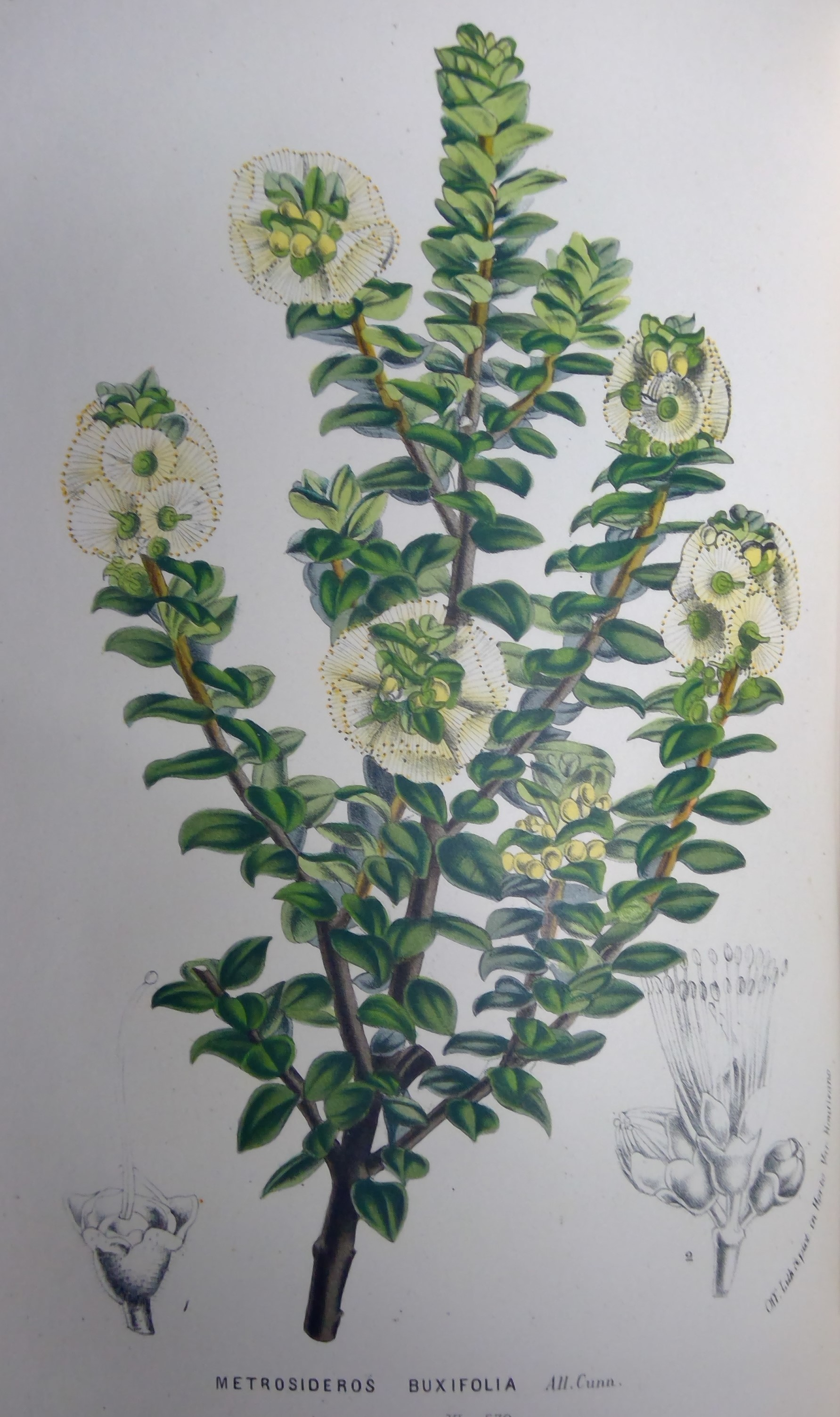
Kleurenlitho uit Flore des serres et des jardins de l'Europe (1850-1851). Gepubliceerd in Gent en bewaard in de Openbare Bibliotheek Brugge.